# Julie Wilhelmine Hagen-Schwarz
Julie Wilhelmine Emilie Hagen-Schwarz (née le 27 octobre 1824 à Prangli – morte le 7 octobre 1902 à Tartu) est une peintre germano-balte.

## Biographie
Julie Hagen-Schwarz étudia à Dresde avec Friedrich Gonne puis à Munich avec Johann Moritz Rugendas.

## Quelques œuvres

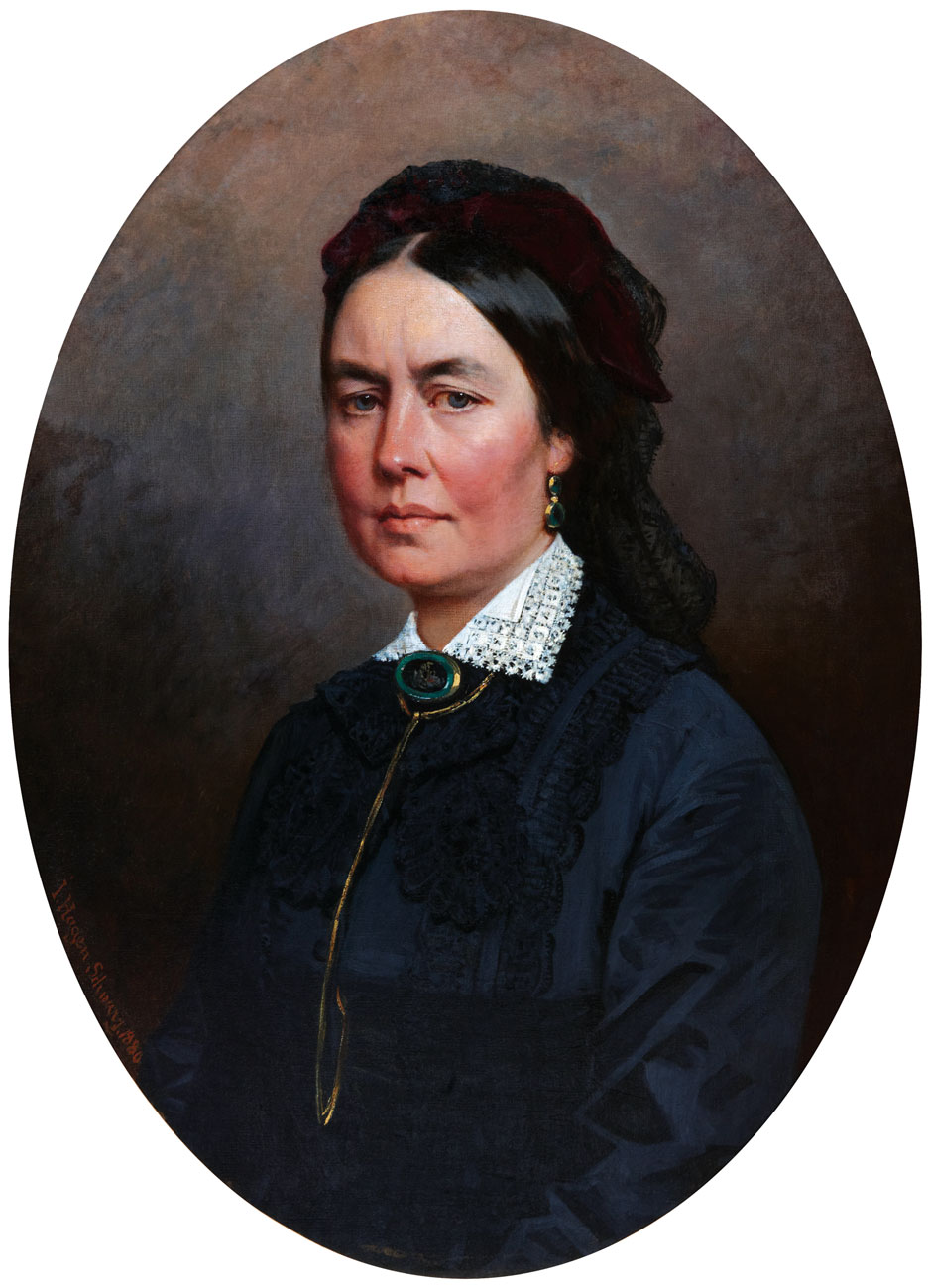
Madame Brasche
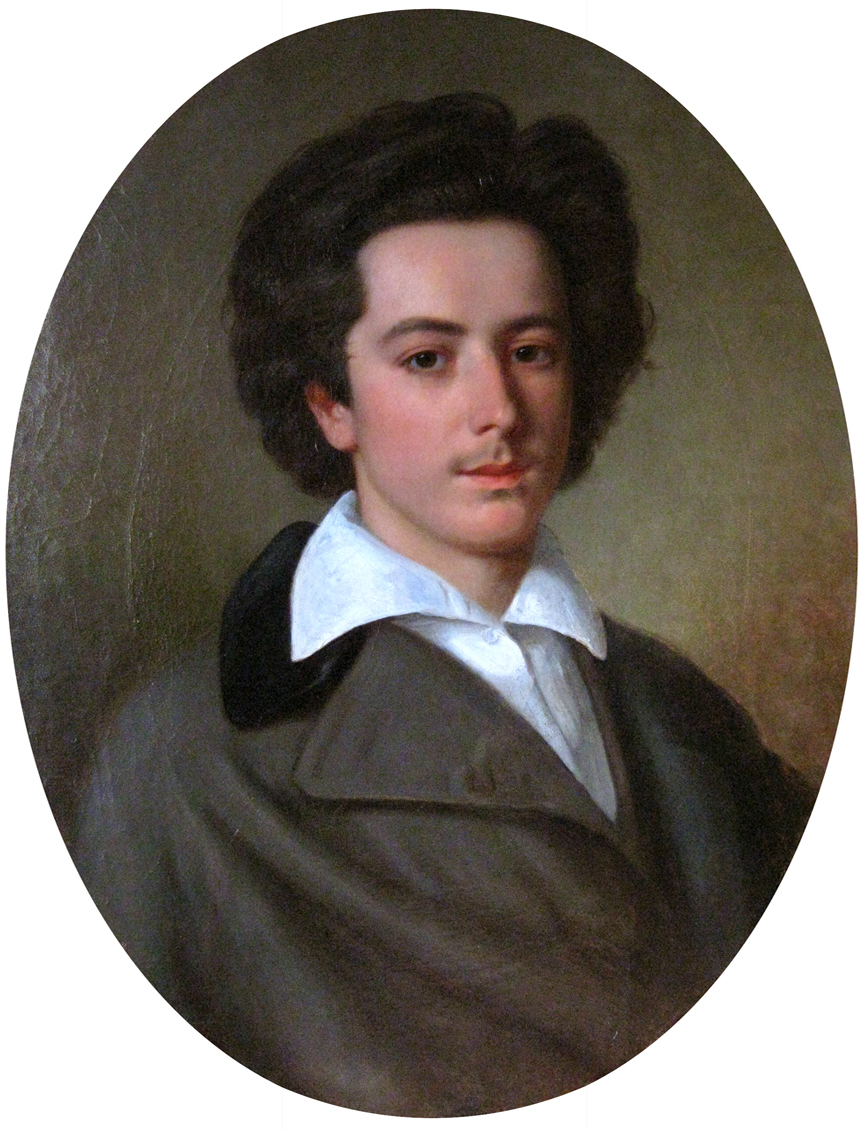
Robert Brasche
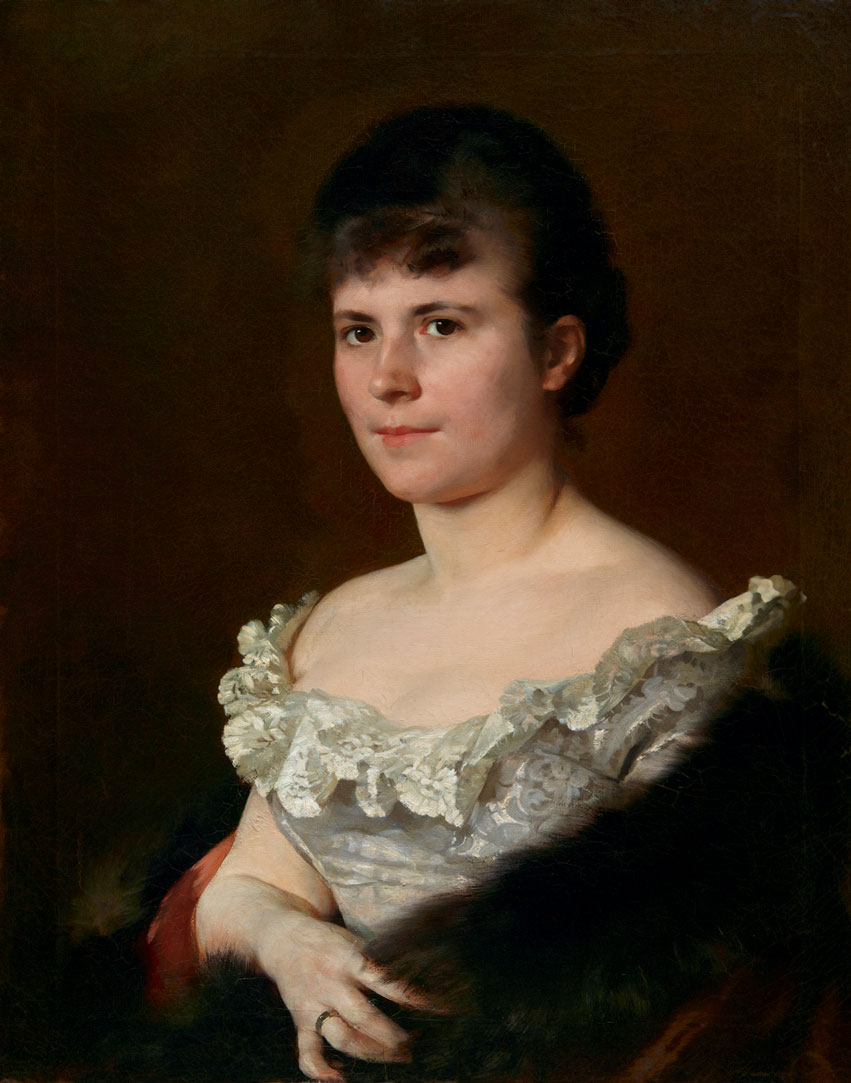
Auguste Wagner
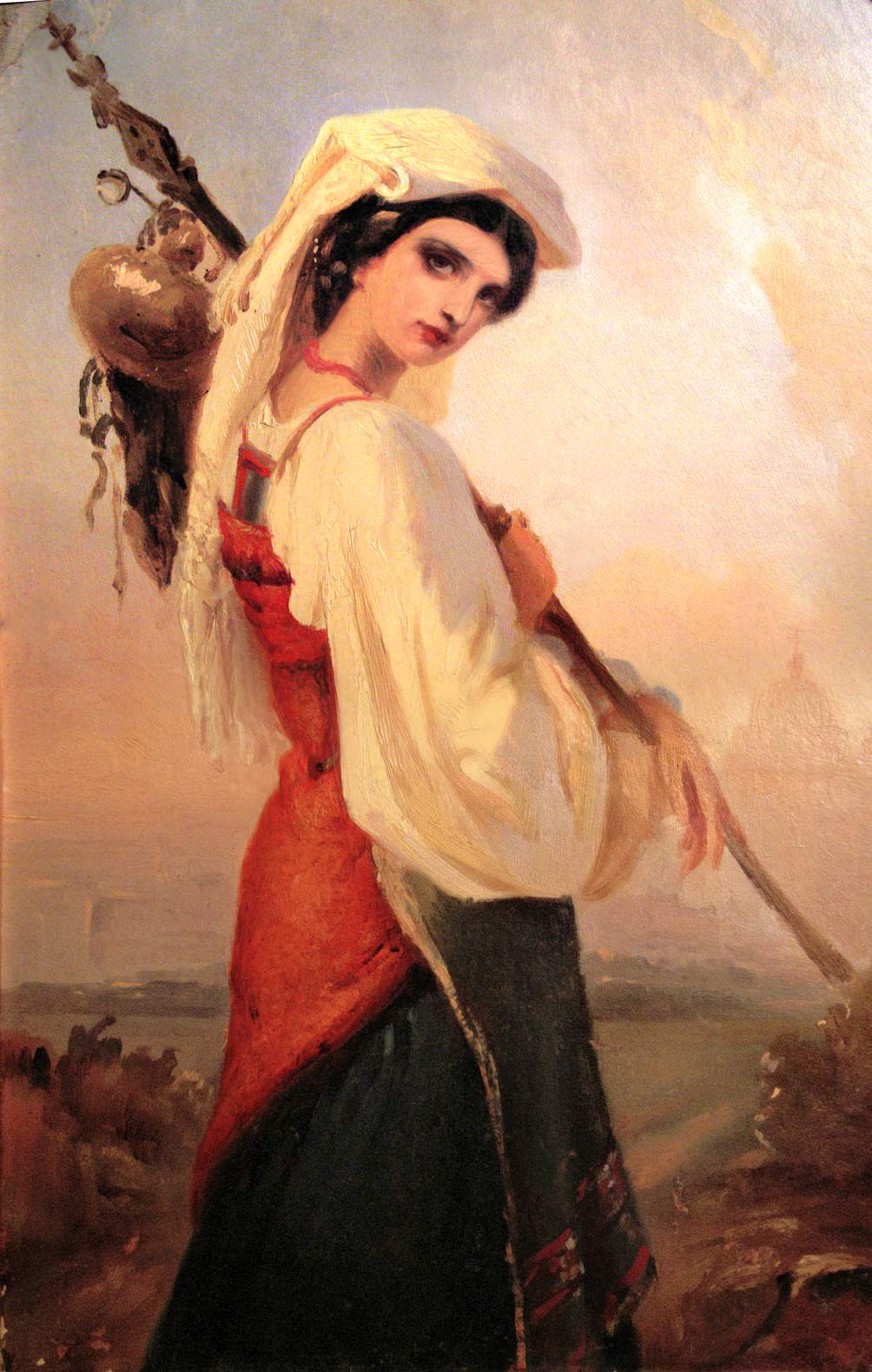
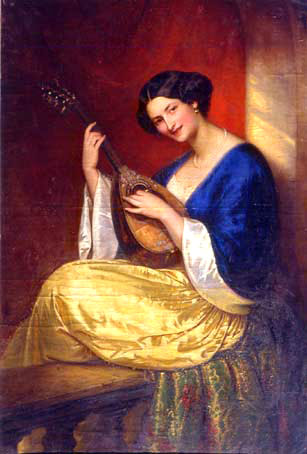
Joueuse de mandoline
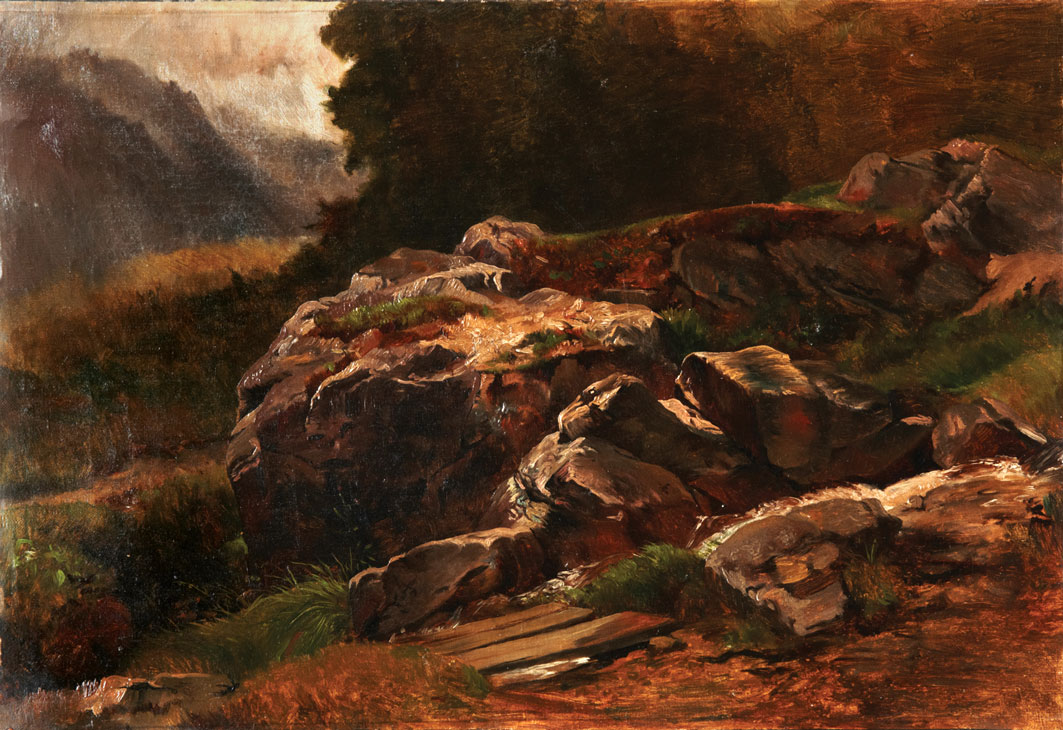
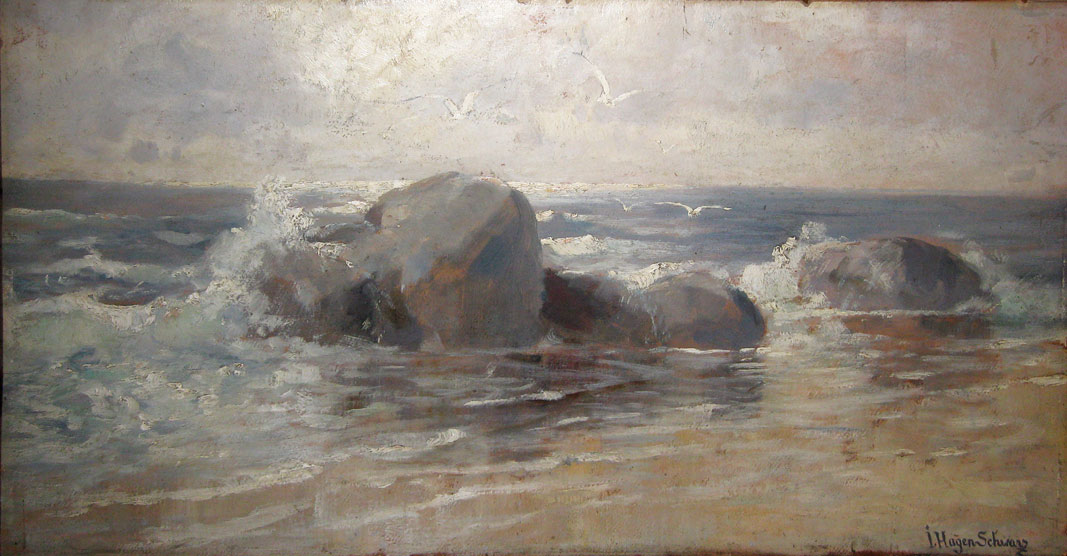